# 马科斯·巴格达蒂斯
马科斯·巴格达蒂斯（希臘語：Μάρκος Παγδατής，拉丁化：Marcos Baghdatis，1985年6月17日—），塞浦路斯希腊族职业网球运动员。在2003年，巴格达蒂斯奪得（澳網）的青年組男子單打冠軍，並成为国际网联（ITF）青年组冠军，于同年转为职业球员。
巴格达蒂斯首個ATP男單決賽是2005年的巴塞爾大衛杜夫瑞士室內賽，他以7-6(12-10), 3-6, 5-7, 4-6負於雅典奧運會男單季軍智利球員费尔南多·冈萨雷斯，奪得亞軍。
在澳网公开赛上，巴格达蒂斯以非种子身份淘汰了罗迪克、纳尔班迪安、等三位前十种子选手闯入决赛，引起了大眾关注。
巴格达蒂斯在2006年澳網決賽面對一號種子费德勒，決賽前雙方曾對陣過3次，其中2次在大滿貫賽事（包括2004年美網第二輪和上一年度的澳網第四輪），在澳網開幕兩週前的多哈-埃克森美孚公開賽（卡達公開賽）八強中是雙方的第三度交手，三次對賽中費德勒均能在盤數沒有落後下獲勝。
2006年澳網決賽中，巴格达蒂斯卻先拔頭籌，以局數7-5領先第一盤，不過最終仍以盤數1-3（局數:7-5, 5-7, 0-6, 2-6）而落敗決賽，不過仍贏得不少讚譽。
同年的中國公開賽決賽中，巴格达蒂斯以直落兩盤6-4, 6-0擊敗了克罗地亚球員安西奇，首奪ATP男單錦標。
在2007年的薩格勒布網球賽決賽中，他又擊敗了另一位克罗地亚球員柳比契奇（局數:7-6(7-4), 4-6, 6-4），奪得第二個ATP男單冠軍。
巴格达蒂斯在受压迫情况下的正手抽击力量強勁，令人留下深刻印象。
现在作为中国网球球员吴易昺的教练团队一员。

## 大满贯

### 男單亞軍 (1)
| 年份 | 比賽 | 場地 | 決賽對手 | 對手國籍 | 勝方比分           |
| ---- | ---- | ---- | -------- | -------- | ------------------ |
| 2006 | 澳网 | 硬地 | 费德勒   | 瑞士     | 5-7, 7-5, 6-0, 6-2 |

## ATP巡迴賽

### 男單冠軍（4）
| 賽事類別                                       |
| 大滿貫賽事（0次冠軍）                          |
| ATP年終賽（大師盃）/ 世界巡迴總決賽（0次冠軍） |
| ATP大師系列賽/ 世界巡迴大師賽 1000（0次冠軍）  |
| ATP黃金國際巡迴賽/ 世界巡迴賽 500 (1次冠軍)    |
| ATP國際巡迴賽/ 世界巡迴賽 250（3次冠軍）       |

| 依場地分類    |
| 硬地（3）     |
| 紅土（0）     |
| 草地（0）     |
| 室內地毯（1） |

| 依室內外分類 |
| 室外 (2)     |
| 室內 (2)     |

| 次數 | 日期           | 賽事                       | 場地     | 決賽對手        | 勝方比分       |
| ---- | -------------- | -------------------------- | -------- | --------------- | -------------- |
| 1.   | 2006年9月17日  | 中國網球公開賽，中國       | 硬地     | 馬里奧·安契奇   | 6-4, 6-0       |
| 2.   | 2007年2月4日   | 薩格勒布公開賽，克羅埃西亞 | 室內地毯 | 伊万·柳比契奇   | 7-64, 4-6, 6-4 |
| 3.   | 2009年10月25日 | 斯德哥爾摩網球公開賽，瑞典 | 室內硬地 | 奧利維埃·羅庫斯 | 6-1, 7-5       |
| 4.   | 2010年1月16日  | 雪梨網球公開賽，澳洲       | 硬地     | 里夏爾·加斯凯   | 6-4, 7-62      |

### 男單亞軍 (4)
| 賽事類別                                       |
| 大滿貫賽事（1次亞軍）                          |
| ATP年終賽（大師盃）/ 世界巡迴總決賽（1次亞軍） |
| ATP大師系列賽/ 世界巡迴大師賽 1000（0次亞軍）  |
| ATP黃金國際巡迴賽 / 世界巡迴賽 500 (1次亞軍)   |
| ATP國際巡迴賽 / 世界巡迴賽 250（2次亞軍）      |

| 依場地分類    |
| 硬地（2）     |
| 紅土（0）     |
| 草地（1）     |
| 室內地毯（1） |

| 依室內外分類 |
| 室外 (2)     |
| 室內 (2)     |

| 次數 | 日期           | 賽事                     | 場地     | 決賽對手          | 勝方比分             |
| ---- | -------------- | ------------------------ | -------- | ----------------- | -------------------- |
| 1.   | 2005年10月30日 | 大衛杜夫瑞士室內賽，瑞士 | 室內地毯 | 費爾南多·岡薩雷斯 | 610-7, 6-3, 7-5, 6-4 |
| 2.   | 2006年1月29日  | 澳洲網球公開賽，澳洲     | 硬地     | 羅傑·費德勒       | 5-7, 7-5, 6-0, 6-2   |
| 3.   | 2007年2月18日  | 馬賽公開賽，法國         | 室內硬地 | 吉爾·西蒙         | 6-4, 7-63            |
| 4.   | 2007年6月17日  | 哈雷網球公開賽，德國     | 草地     | 托馬什·貝爾迪赫   | 7-5, 6-4             |